# Me amarás
Me Amarás è il secondo album del cantante portoricano Ricky Martin pubblicato nel 1993.

## Tracce
1. No Me Pidas Más – 3:29
2. Es Mejor Decirse Adiós – 3:25
3. Entre el Amor y los Halagos – 4:18
4. Lo Que Nos Pase, Pasara – 3:52
5. Ella Es – 4:42
6. Me Amarás – 4:29
7. Ayúdame – 4:10
8. Eres Como el Aire – 4:06
9. Que Día Es Hoy (Self Control) – 4:25
10. Hooray! Hooray! It's a Holi-Holiday – 3:10

## Formazione
- Ricky Martin - voce
- Abraham Laboriel Sr - basso
- Neil Stubenhaus - basso
- Freddie Washington - basso
- John Robinson - batteria
- Carlos Vega - batteria
- George Doering - chitarra
- Paul Jackson Jr - chitarra
- Randy Kerber - tastiere
- Alejandro Monroy - tastiere
- Karl Cameron Porter - tastiere
- Luis Conte - percussioni
- Christina Abaroa - cori
- Andrea Bronston - cori
- Doris Cales - cori
- Emilio Cuervo - cori
- Daniel Indart - cori
- Kenny O'Brian - cori
- Enrique Sequero - cori
- Isela Sotelo - cori
- Jose Vinader - cori

## Classifiche
| Paese               | Posizione più alta |
| ------------------- | ------------------ |
| US Latin Pop Albums | 22                 |